# 洪都拉斯簽證政策
访问洪都拉斯需要获得一个签证，洪都拉斯向部分国家提供免签证政策，所有前往洪都拉斯的旅客都需要持有有效期3个月以上的护照。

## 签证政策地图

洪都拉斯
免签证

## 免签证
以下国家和地区的公民访问洪都拉斯可获得免签证待遇，停留最长90天。
| - 欧洲联盟 \| - 安道尔 - 安地卡及巴布達 - 阿根廷 - 巴哈马 - 巴林 - 巴西 - 加拿大 - 智利 - 哥伦比亚 - 1 \| - 薩爾瓦多ID - ID - 以色列 - 日本 - 科威特 - 马达加斯加 - 马来西亚 - 马绍尔群岛 - 墨西哥 - 摩納哥 - 新西兰 - 尼加拉瓜ID - 北馬其頓 - 巴拿马 - 巴拉圭 \| - 秘魯[3] - 俄羅斯 - 圣基茨和尼维斯 - 圣卢西亚 - 圣马力诺 - 聖多美和普林西比 - 沙烏地阿拉伯 - 新加坡 - 所罗门群岛 - 南非 \| - 臺灣 - 千里達及托巴哥 - 土耳其 - 乌克兰 - 阿联酋[4] - 英国 - 美国 - 乌拉圭 - 梵蒂冈 \| \| | | |                                                                                    |  |
| - 安道尔 - 安地卡及巴布達 - 阿根廷 - 巴哈马 - 巴林 - 巴西 - 加拿大 - 智利 - 哥伦比亚 - 1 | - 薩爾瓦多ID - ID - 以色列 - 日本 - 科威特 - 马达加斯加 - 马来西亚 - 马绍尔群岛 - 墨西哥 - 摩納哥 - 新西兰 - 尼加拉瓜ID - 北馬其頓 - 巴拿马 - 巴拉圭 | - 秘魯 - 俄羅斯 - 圣基茨和尼维斯 - 圣卢西亚 - 圣马力诺 - 聖多美和普林西比 - 沙烏地阿拉伯 - 新加坡 - 所罗门群岛 - 南非 | - 臺灣 - 千里達及托巴哥 - 土耳其 - 乌克兰 - 阿联酋 - 英国 - 美国 - 乌拉圭 - 梵蒂冈 |  |

- 1：30天
- ID：可以使用身份证入境

除上述地区外，凡持有有效的美国/加拿大/申根区签证者也可获得免签证待遇。但以下国家除外：阿富汗，阿尔及利亚，安哥拉，亞美尼亞，孟加拉国，波札那，刚果共和国，刚果民主共和国，古巴，厄立特里亚，埃塞俄比亚，加纳，伊朗，伊拉克，约旦，肯尼亚，老挝，黎巴嫩，利比里亚，利比亚，马里，蒙古国，莫桑比克，尼泊尔，奈及利亞，朝鲜民主主义人民共和国，阿曼，巴基斯坦，塞拉利昂，索马里，斯里蘭卡，苏丹，叙利亚，东帝汶，委內瑞拉，越南，也门。
持有以下国家外交或公务护照者无需签证：白俄罗斯，玻利維亞，中华人民共和国，古巴，多米尼克，埃及，斐濟，格林纳达，圭亚那，海地，印度，牙买加，肯尼亚，利比亚，蒙特內哥羅，摩洛哥，巴基斯坦，巴布亚新几内亚，秘鲁，菲律宾，塞尔维亚，蘇利南，泰国。持有巴勒斯坦國外交护照者也无需签证。

## 中美洲四国边境控制协议
中美洲四国边境控制协议是由危地马拉，萨尔瓦多，洪都拉斯和尼加拉瓜四国签署，类似欧盟申根区。当旅客获得其中一个国家的签证时，也可直接通过陆路进入其他三个国家。